# Onze-Lieve-Vrouw-van-Vrede-en-Eendrachtbasiliek

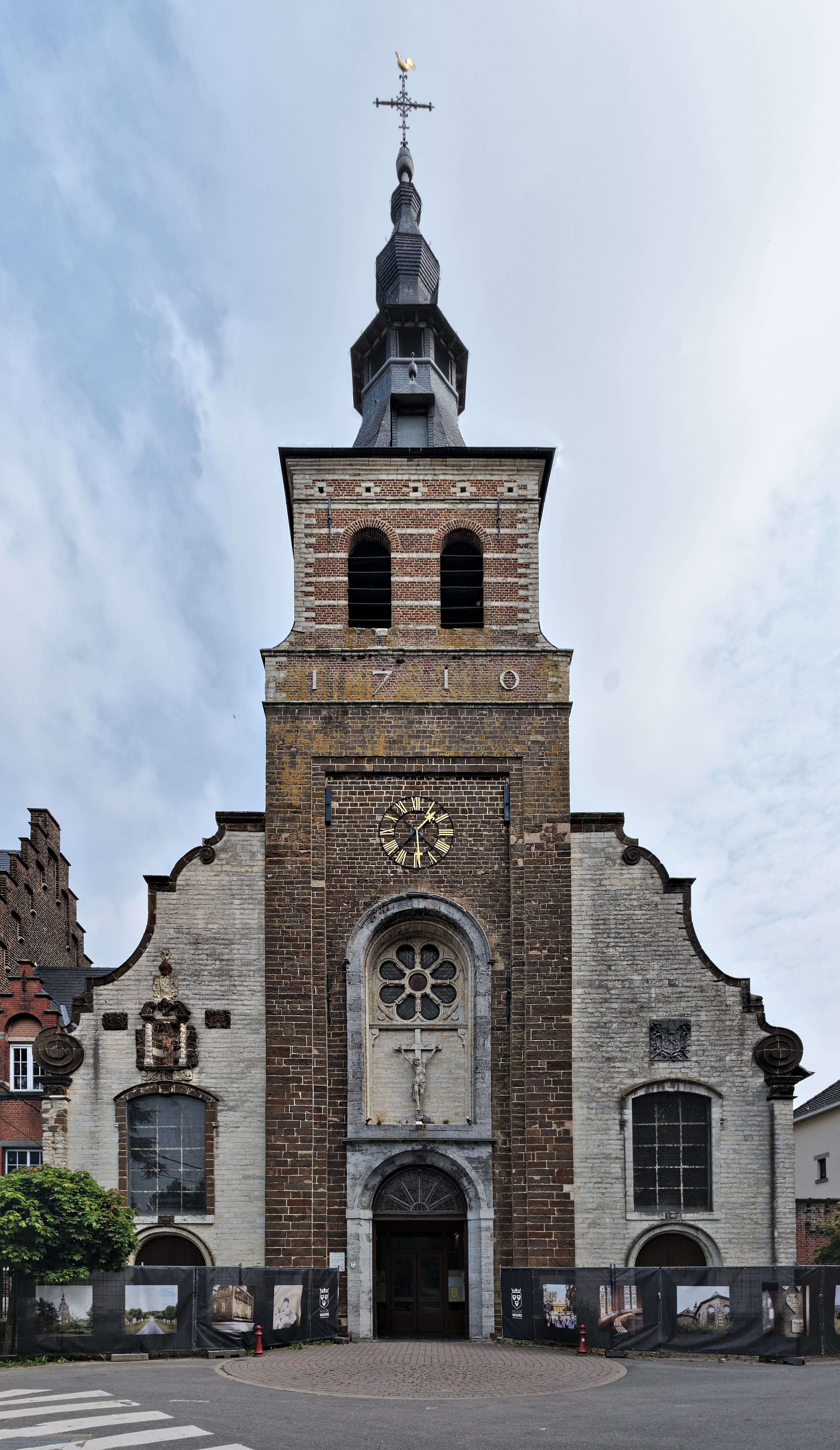
Voorgevel

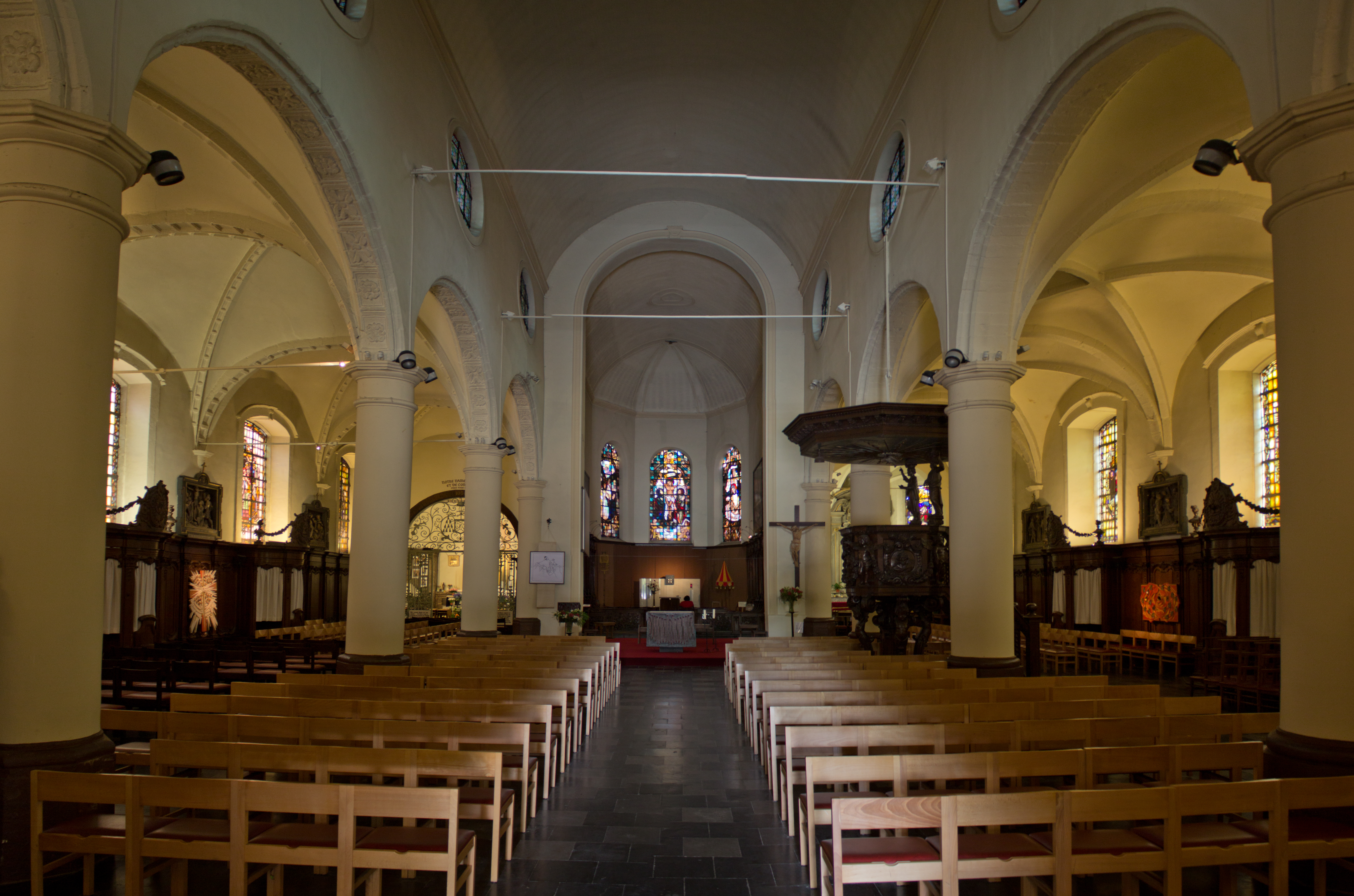
Interieur

De Onze-Lieve-Vrouw-van-Vrede-en-Eendrachtbasiliek (Frans: Basilique Notre-Dame de Paix et de Concorde) is een katholieke kerk en basilica minor in de Waals-Brabantse stad Waver. Het beschermde kerkgebouw is gelegen in Neerwaver (Basse-Wavre) en is een parochiekerk in het aartsbisdom Mechelen-Brussel. Voorheen was het de kloosterkerk van de priorij Basse-Wavre en nog steeds vormt het een bedevaartscentrum met een jaarlijkse Mariaprocessie.

## Geschiedenis
Met toestemming van graaf Hendrik III van Leuven en van zijn broer Godfried richtten de benedictijnen van Affligem eind 11e eeuw een dochterpriorij op te Neerwaver. Ze was gewijd aan Petrus en Onze-Lieve-Vrouw. Van Godfried kreeg de gemeenschap een kist met relikwieën meegebracht uit de kruistochten.
Vanaf de 13e eeuw organiseerden de benedictijnen van Neerwaver een jaarlijkse Mariabedevaart. In de 14e eeuw steeg het aanzien van hun relikwiekist toen ze in de Sint-Niklaaskerk soelaas bracht aan Brusselse pestlijders. In die periode raakte de Mariaverering van Neerwaver geassocieerd met de titel Onze-Lieve-Vrouw van Vrede. Vanaf de 15e eeuw is de Tour de Bruxelles geattesteerd: een grote negendaagse processie die met Pasen in Waver vertrok over Rosières, Hoeilaart, Watermaal tot Brussel, om dan terug te keren via Sint-Gillis, de abdij van Vorst, Ruisbroek, Sint-Pieters-Leeuw, Halle, Lembeek, Kasteelbrakel, Eigenbrakel en Terhulpen.
De godsdiensttroebelen maakten in de jaren 1560 een einde aan de processie. De kerk zelf werd in de jaren 1580-1585 in brand gestoken door geuzen uit Brussel, nadat ze het reliekschrijn hadden kapotgeslagen. Op initiatief van aartsbisschop Jacobus Boonen, tevens abt van Affligem, bevorderde aartshertogin Isabella de herleving van de cultus, zij het niet van de processie. In de gevel van het Brusselse Broodhuis liet ze in 1625 een Mariabeeld aanbrengen, vergezeld van een groot opschrift dat haar Waverse naam aanriep (Maria Pacis). In 1628 bekostigde Boonen een nieuw reliekschrijn en in 1642 werd een nieuw Mariabeeld gemaakt. Rond dat jaar schreef de miniem Antoine Ruteau een boek over de Waverse Mariaverering.
Het klooster van de benedictijnen werd in 1797 gesloten en de kerk werd verkocht als nationaal goed. Vanaf 1803 werd ze een parochiekerk.
Bij koninklijk besluit van 8 maart 1938 werd de kerk beschermd als monument.
In december 1999 verhief paus Johannes Paulus II de kerk tot de rang van basiliek.

## Architectuur
De kerk staat in het zuiden van het verdwenen kloostercomplex. Het ontwerp is een kruising tussen een pseudobasiliek en een echte basiliek. Het 16e-eeuwse koor is gotisch. De drie beuken zijn barok. De linkerbeuk dateert uit 1659, terwijl het schip en de rechterbeuk in de jaren 1710 zijn opgetrokken. Hoog in het schip zitten horizontale ovale ramen die onrechtstreeks daglicht binnenlaten via dakramen in de zijbeuken. Het vooraanzicht wordt bepaald door een ingebouwde westtoren en een schermgevel met ojieven. De kerktoren is opgetrokken uit ijzerzandsteen met een uivormige bekroning. Hij werd voltooid in 1710.
De Mariakapel is een onderdeel dat bewaard bleef van vóór de 16e-eeuwse verwoestingen. Ze is toegankelijk via een elegante smeedijzeren poort in Lodewijk XIV-stijl.

## Religieuze kunst en meubilair
Het houten meubilair in de kerk is 18e-eeuws: een koorgestoelte, een kansel, biechtstoelen en de lambrisering. 
In het koor hangen twee schilderijen: een Mystiek huwelijk van Sint-Catharina uit de school van Rubens (1650) en een Aanbidding der Wijzen van Maximilien de Haese (1760). 
De glas-in-loodramen zijn 20e-eeuws. Drie neogotische glazen van Edward Steyaert uit 1926 zijn de enige die gered konden worden uit het oorlogsweld van mei 1940. Het brandglasraam in de Mariakapel werd in 1942 geplaatst door Lou Asperslagh.

## Bedevaartsoord
In de Mariakapel bevindt zich het standbeeld van een zittende Maagd met Kind, gemaakt in 1640 door de barokkunstenaar Lucas Faydherbe. Het gaat om het exemplaar geschonken door aartsbisschop Jacobus Boonen na de protestantse vernielingen. Het witgeschilderd eiken beeld weegt 150 kg en is 1,6 m hoog. Ingevolge een besluit van paus Leo XIII werd het Mariabeeld van Neerwaver op 8 september 1897 plechtig gekroond door kardinaal Petrus Lambertus Goossens. Er is ook een 16e-eeuwse kroon voor het beeld.
Onder het Mariabeeld is het reliekschrijn uit dezelfde periode opgesteld. Het is een fraai edelsmeedwerk uit verguld koper en zilver. De zijkanten zijn versierd met veertien medaillons die de legende van Onze-Lieve-Vrouw van Vrede en Eendracht weergeven. Bovenop het schrijn prijkt een kroon die Maria symboliseert. Het schrijn bevat meer dan veertig relieken en is 'levend' in die zin dat er kunnen bijkomen. Dat was het geval in 1951, 1957, 1997, 2000 en 2009.
Het schrijn staat centraal in de processie, de Grand Tour, die jaarlijks uitgaat de zondag na 24 juni (feestdag van Johannes de Doper). De bedevaarders volgen een plaatselijke route van 9 km en delen op het einde in de Wastia, een gezegend en met bloemen versierd brood van 17 kg. Dit gebeuren is door de UNESCO erkend als immaterieel cultureel werelderfgoed. Bedevaarders kunnen ook de Petit Tour volbrengen door in de Mariakapel drie keer rond het altaar en onder het schrijn te passeren.

## Voetnoten
1. ↑  J. Martin, "Le culte de Notre-Dame de Basse-Wavre et la ville de Bruxelles" in: Brusselse cahiers, 1974, p. 8-9
2. ↑  R. Hanon de Louvet en J. Martin, "Prieuré de Basse-Wavre, à Wavre" in: Monasticon belge, vol. 4-1, 1964, p. 122
3. ↑  J. Martin, "Le culte de Notre-Dame de Basse-Wavre et la ville de Bruxelles" in: Brusselse cahiers, 1974, p. 10-11
4. ↑  L'Arche d’Alliance ou l'Histoire de Notre-Dame de la Basse Wavre dict Nostre Dame de Payx et Concord